# Quinametzin

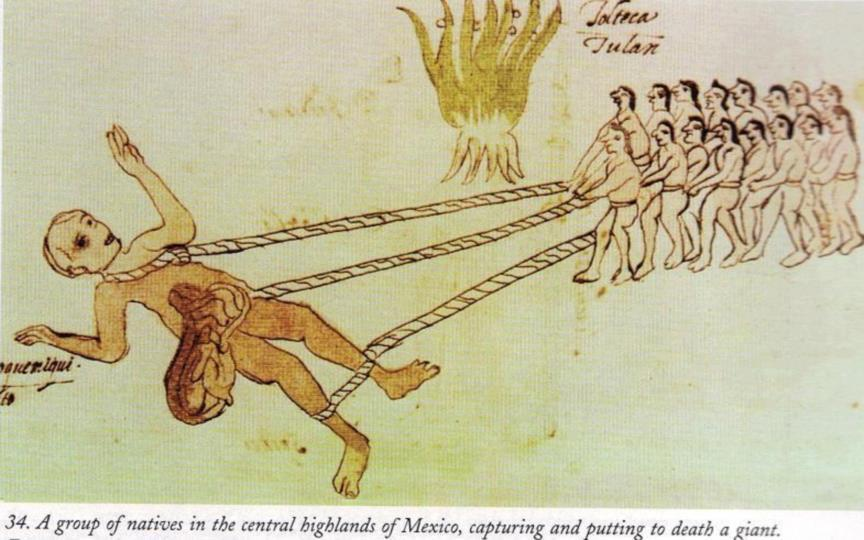
Homem arrastando um gigante morto, Codex Ríos.

Na mitologia asteca, os Quinametzin povoaram o mundo durante a era anterior do Sol da Chuva ( Nahui-Quiahuitl ). Eles foram punidos pelos deuses porque não os veneravam, e o seu auge civilizacional chegou ao fim como resultado de grandes calamidades e como punição dos céus pelos pecados graves que cometeram. Aos gigantes Quinametzin é atribuída a construção da pirâmide de Cholula e da cidade de Teotihuacan (O lugar onde os homens se tornam deuses). Eles teriam vivido no que os toltecas chamam de “primeira era do mundo”, posteriormente dominados pelos homens. Grandes fósseis foram trazidos para demonstrar sua existência passada. Na realidade, os ossos nada mais eram do que restos de grandes mamíferos quaternários como mamutes , mastodontes ou megatérios.

## Nomes
- Cuauhtemoc, Izcoalt, Izcaqlli e Tenexuche, os quatro gigantes que sustentavam o céu no início do Quinto Sol .[3]
- Os seis filhos gigantes de Iztac-Mixcoatl e Tlaltecuhtli :
  - Xelhua, um gigante fundador de Cuauquechollan, Itzocan, Epatlan, Teopantlan, Tehuacan, Cuzcatlan e Teotitlan, este gigante construiu a grande Pirâmide de Cholula .
  - Tenoch, um dos fundadores gigantes de Tenochtitlan .
  - Ulmecatl, um gigante fundador de Cuetlachcoapan, Tontonihuacan, Huitzilapan .
  - Xicalancatl, um gigante fundador da Xicalancatl .
  - Mixtecatl, um dos fundadores gigantes da Mixteca .
  - Otomitl, um gigante fundador de Xilotepec, Tollan, Otompan .